# Humbertiella brunneri
Humbertiella brunneri är en bönsyrseart som beskrevs av Kirby 1904. Humbertiella brunneri ingår i släktet Humbertiella och familjen Liturgusidae. Inga underarter finns listade i Catalogue of Life.